# Tipula albofascia
Tipula albofascia är en tvåvingeart som beskrevs av Doane 1901. Tipula albofascia ingår i släktet Tipula och familjen storharkrankar. Inga underarter finns listade i Catalogue of Life.